# Mats Seuntjens
Mats Seuntjens (* 17. April 1992 in Breda, Nordbrabant) ist ein niederländischer Fußballspieler, der beim FC Groningen unter Vertrag steht.

## Karriere
Der Mittelstürmer stammt aus dem Nachwuchs von NAC Breda und gab dort am 28. Januar 2012 sein Pflichtspieldebüt in einerLigapartie gegen BV De Graafschap (1:1). In den folgenden Jahren absolvierte er insgesamt 130 Pflichtspiele für NAC und erzielte dabei 24 Treffer. 2016 wechselte er weiter zum Ligarivalen AZ Alkmaar und kam dort auch in der UEFA Europa League zum Einsatz. Im Sommer 2019 wurde er dann vom türkischen Erstligisten Gençlerbirliği Ankara unter Vertrag genommen. Doch nur ein Jahr später kehrte er zurück in seine Heimat und wechselte zu Fortuna Sittard in die Eredivisie. Am 19. Dezember 2022 wurde sein Vertrag dort aufgelöst. Noch am gleichen Tag, unterzeichnete Seuntjens bei RKC Waalwijk einen Vertrag bis Saisonende. 

## Sonstiges
Sein älterer Bruder Ralf Seuntjens (* 1989) ist ebenfalls Fußballspieler und seit März 2022 für den japanischen Drittligisten FC Imabari aktiv.